# پیتر ورانگل
پیتر نیکلایویچ ورانگل (انگلیسی: Pyotr Nikolayevich Wrangel; روسی: Пётр Никола́евич Вра́нгель؛ زاده ۲۷ اوت [سبک قدیمی: ۱۵ اوت] ۱۸۷۸  –  درگذشته ۲۵ آوریل ۱۹۲۸) مشهور به بارون سیاه جنبش سفید یک افسر روسی از تبار مردم آلمان بالتیک، در ارتش امپراتوری روسیه بود که بعدها در مراحل نهایی جنگ داخلی روسیه ژنرال فرمانده ارتش سفید ضد بلشویک در جنوب روسیه شد. پس از شکست در جنگ داخلی در سال ۱۹۲۰ روسیه را ترک کرد و به یکی از برجسته‌ترین تبعیدی‌های روسی موسوم به مهاجران سفید تبدیل شد.
وی برندهٔ جوایزی همچون فرقه مزار مقدس اورشلیم شده‌است.

## خانواده
خاندان ونگل از نجیب‌زادگان آلمانی بالتیک بخشی از اورادل (نجبای قدیمی) بودند، اما محل اصلی آنها تا حد زیادی ناشناخته بود. این خانواده ابتدا در قرن سیزدهم در ویرلند (امروزه ویروما) از دانمارک استونی ظاهر شدند. پیتر نیکلایویچ ورانگل تنها از راه دور با کاوشگر مشهور قطب شمال فردیناند فون ورانگل و ژنرال پروسی فیلدمارشال فریدریش فون ورانگل ارتباط داشت.
در حالی که او ریشه‌های آلمان بالتیک داشت، یک ارتدکس روسی بود زیرا پدربزرگ لوتری وی، بارون هانس جورج هرمان فون ورانگل، با یک زن روس ازدواج کرد و همه فرزندان او به عنوان یک ارتدکس غسل تعمید یافتند و شاخه ای از خانواده را ایجاد کردند.

## زندگی
پیتر نیکلایویچ در ۲۷ اوت ۱۸۷۸ در نووالکساندروسک، استان کونو در امپراتوری روسیه (در حال حاضر زاراسیای، لیتوانی) متولد شد. اما دوران کودکی او در روستوف-دون گذشت. ورانگل پس از فارغ‌التحصیلی از دبیرستان فنی روستوف در سال ۱۸۹۶ و انستیتوی مهندسی معدن در سن پترزبورگ در سال ۱۹۰۱، داوطلب کار در سازمان معتبر سواره‌نظام شد و در سال ۱۹۰۲ پس از فارغ‌التحصیلی از مدرسه سواره‌نظام نیکلایف به عنوان مأمور ذخیره انتخاب شد. وی خیلی زود از مأموریت خود استعفا داد و به ایرکوتسک سفر کرد و در آن جا توسط فرماندار کل به مأموریت‌های ویژه اعزام شد.

هنگامی که جنگ با ژاپن آغاز شد، ورانگل به عنوان داوطلب ثبت نام کرد. در دسامبر سال ۱۹۰۴، ورانگل درجه سانتریونیون را برای «تمایز عملکردش علیه ژاپنی‌ها» دریافت کرد و به او شمشیر و کمان و نشان افتخار تعلق گرفت. پس از جنگ، او با درجه کاپیتان به هنگ ۵۵ فنلاند دراگون منتقل شد. از آنجا او بلافاصله به جناح شمالی سوئیت سرلشکر اورلوف منتقل شد. در آنجا وی در سرکوب قیام‌های انقلابی در بالتیک شرکت کرد. به همین سبب، در سال ۱۹۰۶، نیکلاس دوم شخصاً به ورانگل نشان درجه ۳ را اهدا کرد. در سال ۱۹۰۷، تحت سرپرستی امپراتور، او به عنوان ستوان در هنگ سواره‌نظام‌های نگهبان وارد شد و در سال ۱۹۱۰ از آکادمی ستاد کل نیکولاف فارغ‌التحصیل شد. پس از آن او در مدرسه افسر سوارکاری تحصیل کرد و در سال ۱۹۱۲ ورانگل فرمانده یک گارد ویژه امپراتور شد. 

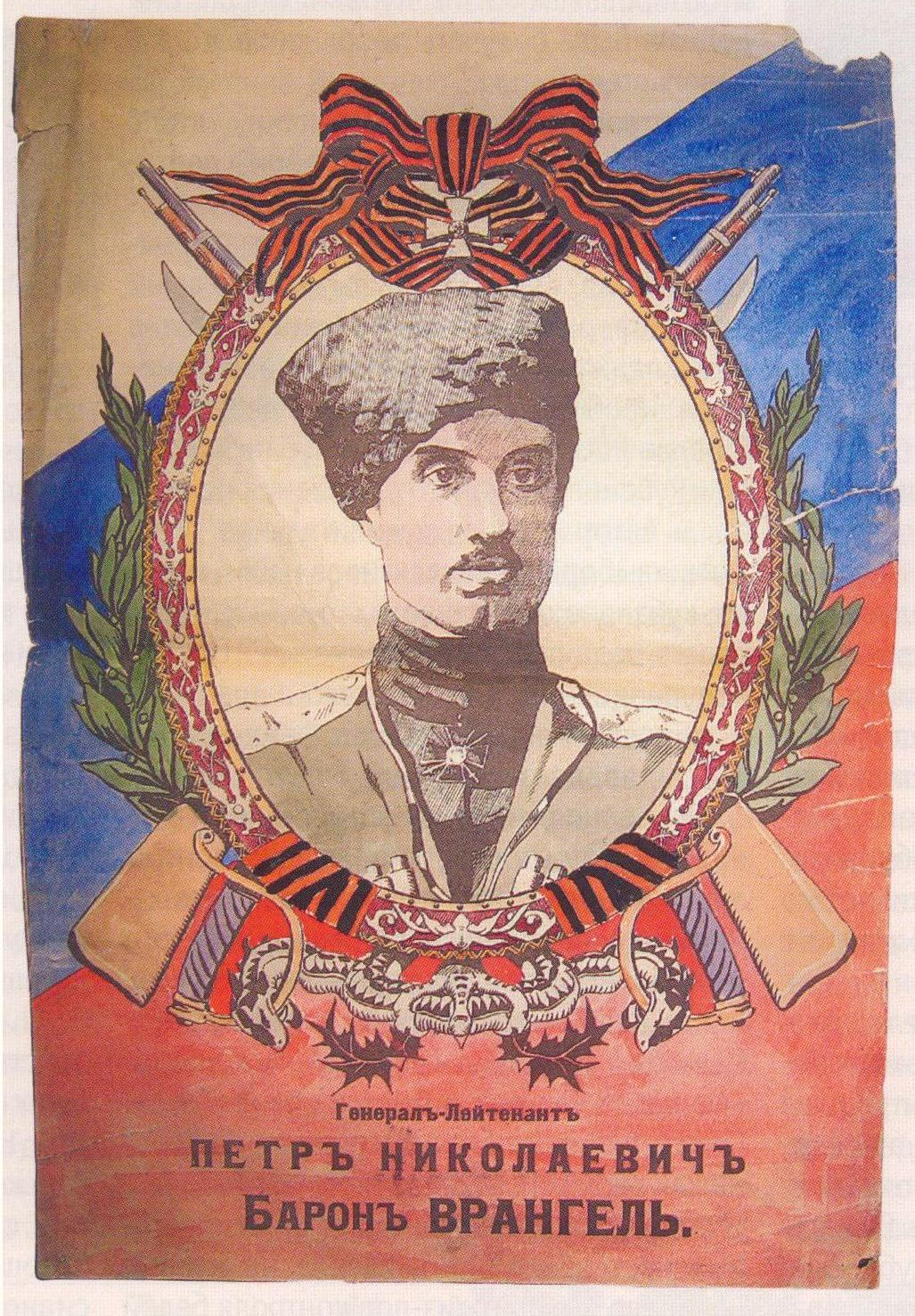
پوستر تبلیغاتی سفیدها، حدود ۱۹۱۹

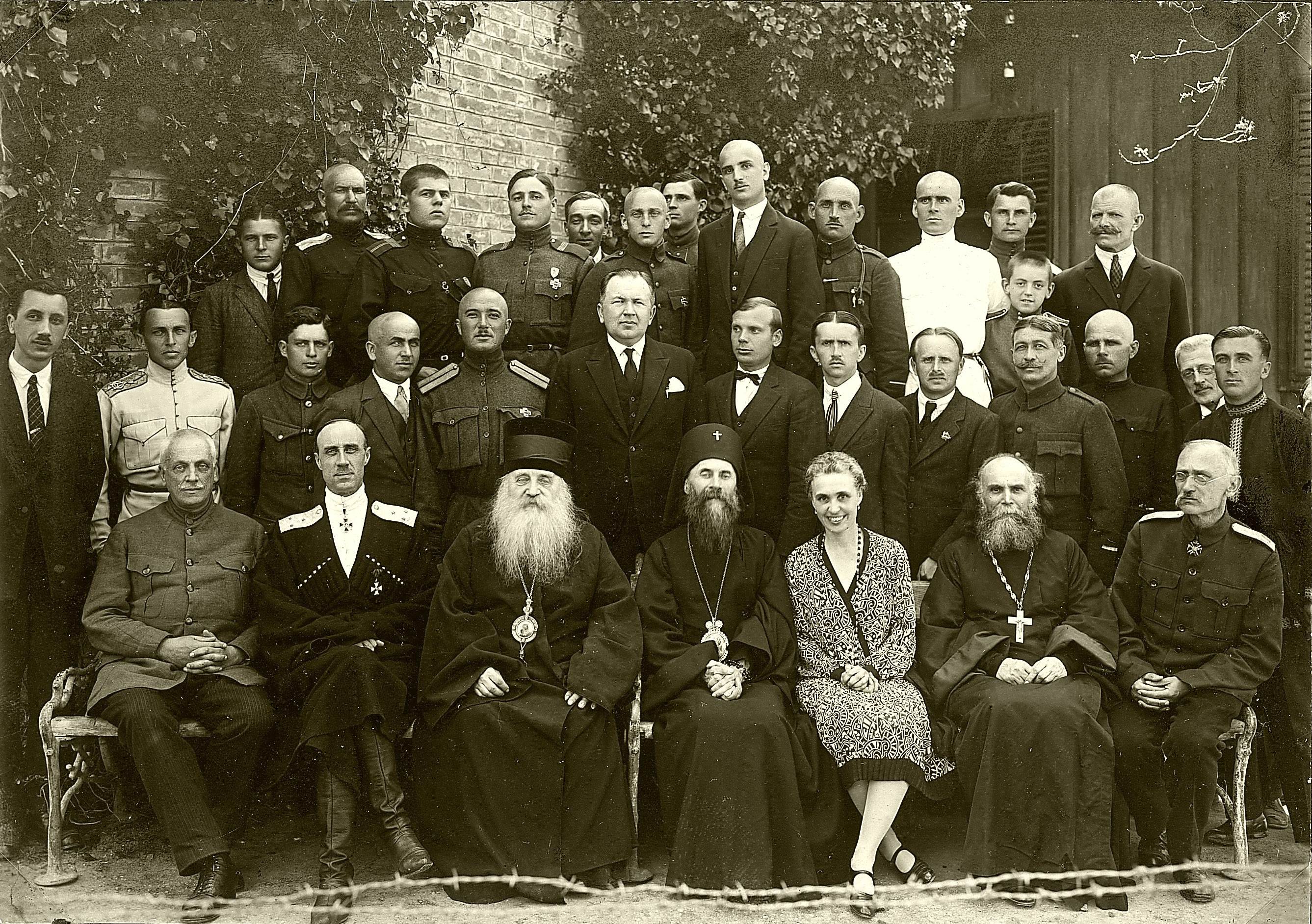
ورانگل، متروپولیتن آنتونی، متروپولیتن آناستازیوس و سایر مهاجران روسی در یوگسلاوی، ۱۹۲۷

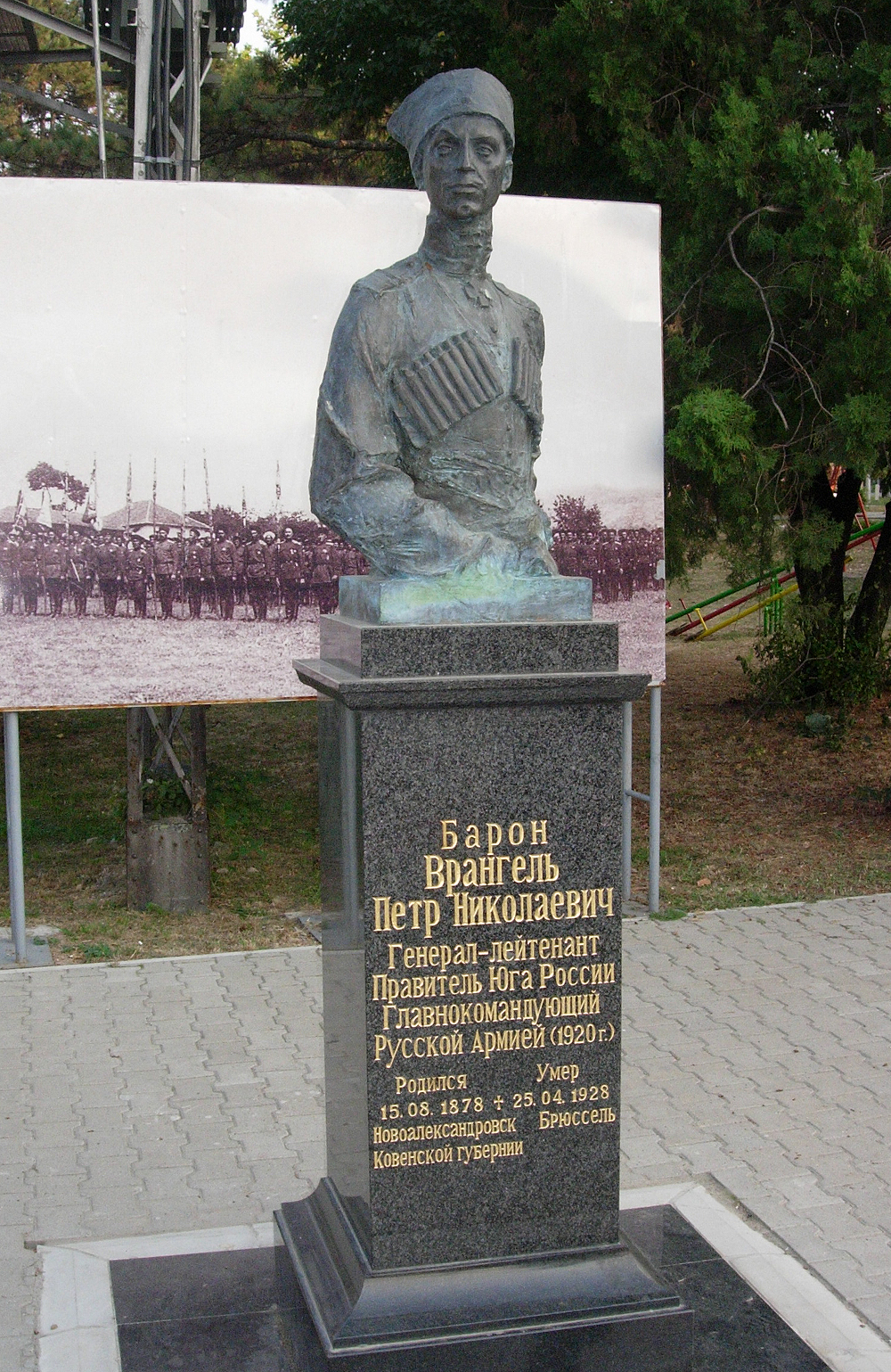
مجسمه ورانگل در سرمسکی کارلوف، صربستان

با وقوع جنگ جهانی اول، او همراه با هنگ خودش از روز اول در جبهه حضور داشت. در ۶ اوت ۱۹۱۴، ورانگل مواضع توپخانه ای را در نزدیکی کاوزنی در شرق پروس به سرعت در دست گرفت. برای این شاهکار به وی درجه سنت جورج درجه ۴ اعطا شد. در سپتامبر سال ۱۹۱۴، کاپیتان ورانگل رئیس ستاد بخش سواره‌نظام، به فرماندهی ژنرال پاول اسکوروپادسکی شد. دو ماه بعد، مقام سرهنگی را بدست آورد. در ژوئن سال ۱۹۱۵ نشانی به خاطر شجاعت به وی اهدا گردید. در اکتبر سال ۱۹۱۵، ورانگل فرمانده هنگ ۱ نرچینسکی لشکر اوسوری ارتش قزاق شد. تحت رهبری وی، رهبران مشهور جنبش سفید در شرق، بارون فون اونگرن و آتامان سمنوف، جنگیدند. در سال ۱۹۱۶، لشکر اوسوری به جبهه جنوب غربی منتقل شد. ورانگل با وفاداری به ایده سلطنت ، به شدت با انقلاب فوریه مخالف بود، و دولت موقت از نظر او فاقد اعتبار بود. در تابستان سال ۱۹۱۷، در حالی که ژنرال اصلی بود، به او درجه شایستگی نظامی درجه ۴ با شاخه‌ای از لوور تعلق گرفت.
پس از به قدرت رسیدن بلشویک‌ها، ورانگل به همراه خانواده خود به یالتا پناه برد و تا بهار سال ۱۹۱۸ به عنوان یک شخص معمولی زندگی می‌کرد. وی توسط سواستوپل چک دستگیر شد، اما خیلی زود آزاد شد و قبل از ورود آلمانی‌ها در روستاهای تاتار مخفی شد. پس از اخراج بلشویک‌ها، وی تصمیم به بازگشت به ارتش می‌گیرد و به کیف در اوکراین می‌رود، جایی که رئیس سابق وی پاول اسکوروپادسکی آنجا بود. اما ورانگل مدت طولانی در کیف نماند. او در اوت سال ۱۹۱۸ به یکاترینودار رفت و در آنجا به ارتش داوطلب پیوست. از آنجایی که ورانگل در محافل نظامی از شهرت بسیار خوبی برخوردار بود، فرماندهی یک لشکر سواره‌نظام را به دست آورد. در ماه اکتبر، جنگ برای آرماویر و استاوپول آغاز شد و تا پایان سال ۱۹۱۸، کل قفقاز شمالی توسط ارتش داوطلب کنترل می‌شد. اما سپس از ارتش یازدهم شوروی شکست خورد و بقایای آن به آستاراخان رفت. ورانگل برای فرماندهی ماهرانه، رتبه سپهبدی را دریافت کرد و سپاه ۱ سواره‌نظام را تحت فرمان خود گرفت.
ورانگل پس از شکست دوبرارمیا، در فوریه ۱۹۲۰ از کار برکنار شد و به استانبول عزیمت کرد، اما در ماه آوریل پس از استعفای دنیین، دوباره به کریمه بازگشت و پست فرمانده کل اتحادیه سوسیالیست‌های اتحادیه را به عهده گرفت. در طی شش ماه بعد، او برای یافتن متحدین برای سفیدها تلاش می‌کرد. توافقنامه استقلال بین دون، کوبان، ترک و آستاراخان به امضا رسید و استقلال فدراسیون کوهستانی قفقاز شمالی رسمیت یافت. با ارتش فهرست UNR اتحاد نظامی منعقد شد و تلاش‌های ناموفق برای جذب ماخنوویست‌ها به سمت آنها انجام شد. برای جلب یک پایگاه اجتماعی جدید، اصلاحات ارضی به نفع دهقانان مرفه و متوسط انجام شد. اما همه این اقدامات خیلی دیرهنگام بود، و نیروهای ورانگل در مبارزه با بلشویسم اندک بودند.

## مهاجرت
در سال ۱۹۲۲، وی به عنوان رئیس مهاجران روس سفید به پادشاهی صرب‌ها، کروات‌ها و اسلوونی‌ها نقل مکان کرد و به‌عنوان برجسته‌ترین مهاجر سفید شناخته شد.
در سال ۱۹۲۴، در شهر صربستان یک سازمان غیرقانونی غیرنظامی را به منظور استقبال از همه مهاجران نظامی روسیه در سراسر جهان، با هدف حفظ ارتش روسیه و سازمان‌دهی برای مبارزه دوباره با بلشویسم ایجاد کرد.
در سپتامبر سال ۱۹۲۷، ورانگل و خانواده اش در بروکسل، بلژیک مستقر شدند و در آنجا به عنوان مهندس معدن کار کرد.
خاطرات ورانگل در سال ۱۹۲۸ در مجله White Cause (Белое дело) در برلین منتشر شد.
ورانگل به‌طور ناگهانی در ۲۵ آوریل ۱۹۲۸ درگذشت، و خانواده وی اعتقاد داشتند که وی توسط برادر پیشخدمت خود که مدت کوتاهی در خانه اش در بروکسل زندگی می‌کرد مسموم شده‌است و گفته می‌شود که او عامل اتحاد جماهیر شوروی بود.